# Apterostigma steigeri
Apterostigma steigeri é uma espécie de inseto do gênero Apterostigma, pertencente à família Formicidae.